# Blue laws (États-Unis et Canada)
Pour les articles homonymes, voir Blue laws.
Les Blue laws désignent aux États-Unis et au Canada un ensemble de lois sociales, abrogées pour la plupart au cours du XXe siècle, qui avaient été instituées pour garantir la morale publique et le respect du repos dominical chaque dimanche.

## Description
Les Blue laws interdisaient souvent une activité pendant quelques heures seulement avec des exceptions dans les épiceries et les pharmacies. Dans certains lieux, ces lois étaient appliquées pour des motifs religieux, mais d'autres ont été conservées en raison de traditions ou de convenances.

## Histoire

### Aux États-Unis
Le cas le plus célèbre des blue laws est certainement l'affaire de la Prohibition. L'échec de cette vaste entreprise d'interdiction de l'alcool consacra la libéralisation des mœurs dans la totalité de l'espace public anglo-américain. 

#### Cour suprême des États-Unis
La Cour suprême des États-Unis a jugé dans son arrêt, McGowan v. Maryland (1961), que les lois bleues de l'État du Maryland ne violaient aucune loi américaine, y compris les lois constitutionnelles fédérales, dont le premier amendement assurant la liberté de religion.

#### Caroline du Sud
Les lois bleues en Caroline du Sud ont d'abord été adoptées à l'époque coloniale, le dimanche étant le jour prescrit par les chrétiens et le samedi le jour pour les Juifs. 
À ce jour, en Caroline du Sud de telles lois interdisent les manifestations sportives le dimanche, avec quelques exceptions pour les événements scolaires.

#### Connecticut
La première utilisation du terme blue laws fut faite par le révérend Samuel Peters (1735-1826) dans son livre Histoire générale du Connecticut de 1781. 

#### Colorado
La vente d'alcool fut interdite dans l'État du Colorado les dimanches jusqu'au 1er juillet 2008. La vente de voitures reste interdite le dimanche.

#### Dakota du Nord
Tous les magasins de détail doivent rester fermés entre minuit et 12h le dimanche.

#### Minnesota
La vente d'alcool dans les magasins d'alcool est interdite à l'échelle de l'État le dimanche. Aussi, les concessionnaires automobiles ne sont pas autorisés à être ouverts à la vente le dimanche.

#### New Jersey
L'une des dernières lois bleues du New Jersey couvre la quasi-totalité des ventes et se trouve à Bergen County, New Jersey

#### Pennsylvanie
La vente d'alcool le dimanche fut interdite jusqu'en 2003. À ce jour, la chasse est interdite le dimanche

#### Utah
Les magasins d'alcool de l'État sont fermés le dimanche.

#### Virginie
Les lois bleues ont été abrogées en Virginie en 1988, mais certaines entreprises les observent encore à des degrés divers. 

#### Cas de l'Église adventiste
L'Église adventiste du septième jour s'est toujours opposée à ces lois, y voyant une forme de discrimination, puisque les adventistes célèbrent le sabbat chrétien le samedi en considérant que c'est plus conforme à l'Évangile, alors que les autres sectes chrétiennes se tiennent aux prescriptions du Didachè, qui ordonne le respect du dimanche.

### Au Canada

#### Cour suprême du Canada
La Cour suprême du Canada, dans l'affaire R. c. Big M Drug Mart Ltd de 1985], a estimé que la loi de 1906 sur les dimanches exigeait effectivement la fermeture des commerce, mais que cette même loi n'a pas de légitimité selon les principes de la laïcité, et qu'une telle mesure est donc en violation de la Charte canadienne des droits et libertés.

#### Ontario
Jusqu'en 2006, en Ontario, il fut illégal de chasser au moyen d'une arme à feu le dimanche dans le cadre de la Loi sur le dimanche. 